# Dobruška vas
Dobruška vas je naselje u slovenskoj Općini Škocjanu. Dobruška vas se nalazi u pokrajini Dolenjskoj i statističkoj regiji Jugoistočnoj Sloveniji. 

## Stanovništvo
Prema popisu stanovništva iz 2002. godine naselje je imalo 158 stanovnika.